# Jenny Alpha
Pour les articles homonymes, voir Alpha (homonymie).
Jenny, Georges Alpha, née le 22 avril 1910 à Fort-de-France et morte le 8 septembre 2010 à 15e arrondissement de Paris, est une chanteuse et comédienne française. 
C'est une figure emblématique de la communauté antillaise de Paris après-guerre.

## Biographie

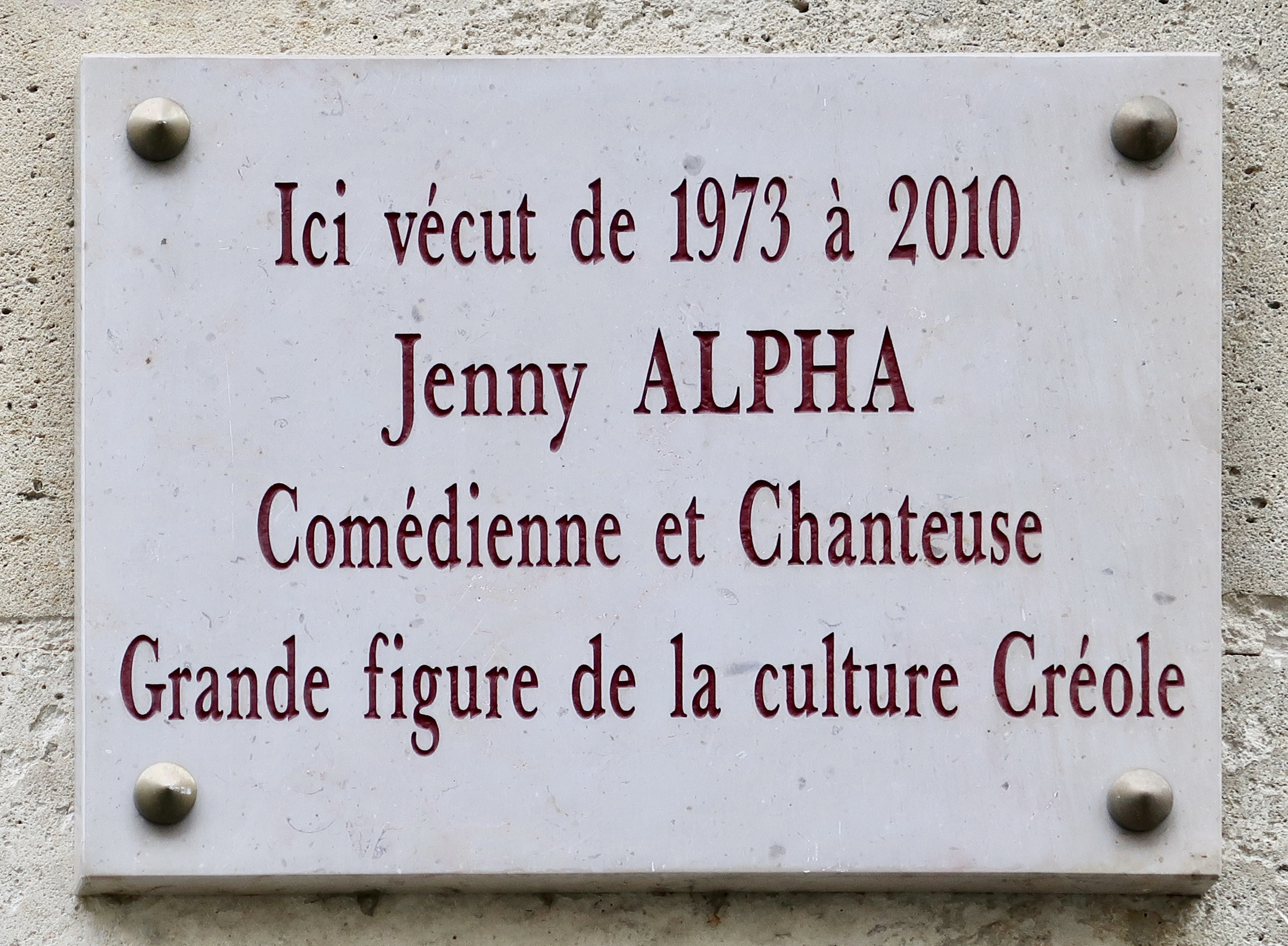
Plaque 39 rue de l'Abbé-Groult (15e arrondissement de Paris), où elle vécut.

Issue d'un milieu aisé de la Martinique, elle arrive à Paris en 1929 pour faire ses études et devenir institutrice. Elle laisse ses études de côté pour se consacrer à sa passion, le théâtre.
La période coloniale l'empêchant de percer au théâtre, elle se tourne vers le music-hall où elle commence une carrière de chanteuse qui lui donne l'occasion de rencontrer le pianiste de jazz Duke Ellington et la chanteuse Joséphine Baker.
Durant la période de l'occupation de la France par l'Allemagne nazie, elle et son mari le poète Noël Villard cachent une famille juive à leur domicile à Nice. Pendant l'après-guerre, son combat se porte dans la reconnaissance de la culture créole dans la mouvance de la négritude. Les portes des salles de spectacle ne s’ouvrent d'abord guère : «  Je voulais jouer du classique, et on me répondait : vous voulez rire, vous ne voyez pas une femme noire dire du Racine ou du Molière ».  
Sa carrière débute au cabaret À la Canne à Sucre, quartier Montparnasse, où elle chante des chansons créoles, puis dans les casinos, avec l'orchestre les Pirates du rythme, avant que ne s'ouvrent les portes du théâtre avec notamment en 1958 un rôle dans les Nègres, de Jean Genet dans la mise en scène de Roger Blin. D’octobre 1984 à mai 1989, elle tourne avec Folie ordinaire d’une fille de Cham de Julius-Amédée Laou dans une mise en scène de Daniel Mesguich.
En 1956, se tient à Paris le premier congrès des écrivains noirs. Elle y rencontre notamment Aimé Césaire, Léopold Sédar Senghor, Richard Wright et Langston Hughes.
Elle commence par la suite une carrière d'actrice et délaisse la chanson. En 2008, la société de production « Beau comme une image » lui consacre un documentaire de 52 minutes, réalisé par Laurent Champonnois et Federico Nicotra. Le film est diffusé en France sur France Ô et en Martinique sur Réseau France Outre-mer où, programmé deux fois en prime-time, il rencontre un important succès.
Le 15 juin 2013, la place Jenny-Alpha est inaugurée dans le 15e arrondissement de Paris. Peu de temps auparavant le même jour, une plaque commémorative avait été dévoilée sur la façade de l'immeuble du 39 rue de l'Abbé-Groult, où elle a vécu plus de 37 ans.

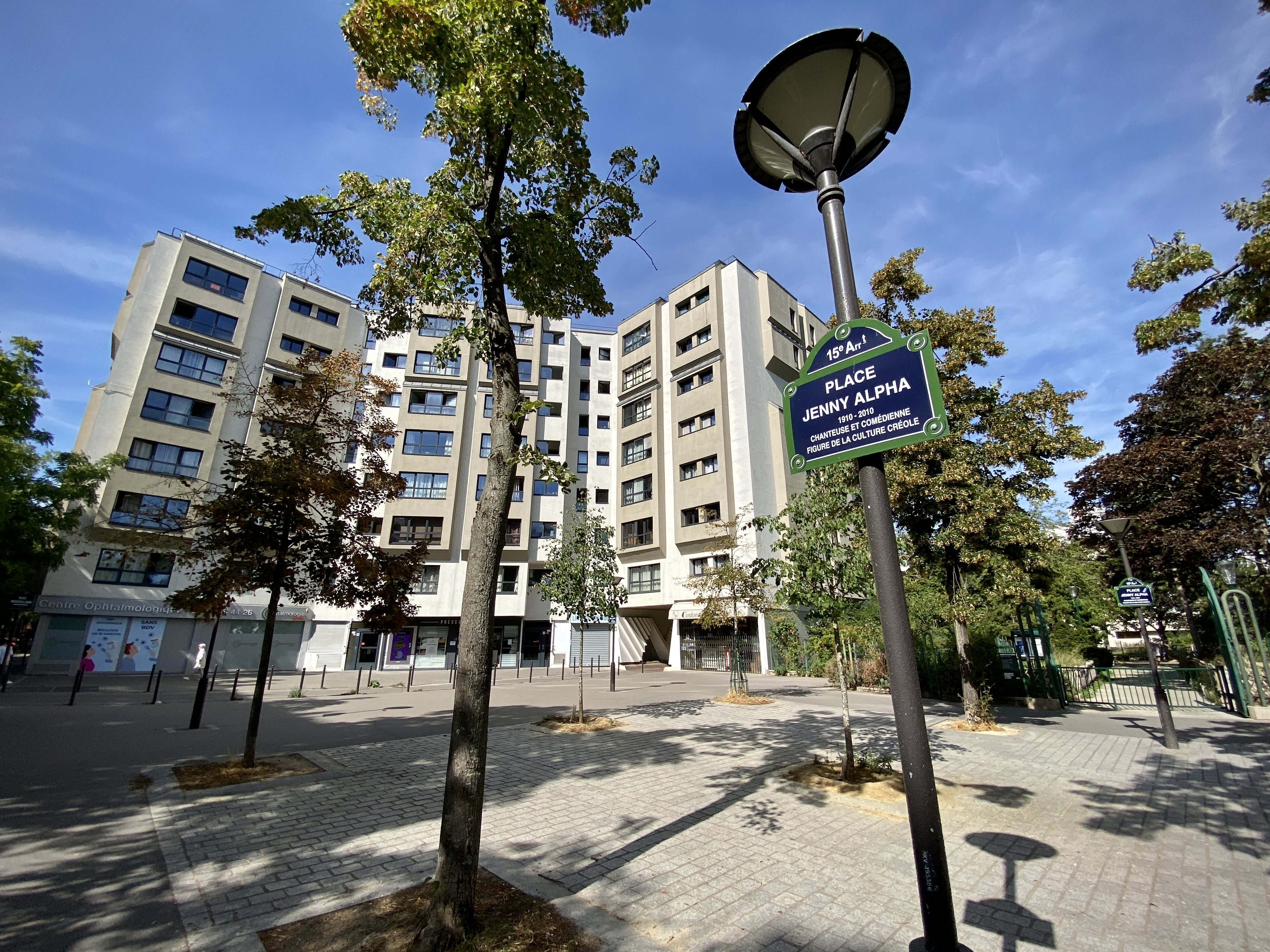
Place Jenny-Alpha (Paris).

## Filmographie

### Cinéma
- 1978 : En l'autre bord de Jérôme Kanapa
- 1980 : Le Fils puni de Philippe Collin
- 1984 : Réveillon chez Bob de Denys Granier-Deferre
- 1986 : Folie ordinaire d'une fille de Cham de Jean Rouch
- 1987 : La Vieille Quimboiseuse et le Majordome de Julius Amédé Laou
- 1988 : Karukera au bout de la nuit de Constant Gros-Dubois
- 1991 : Le Secret de Sarah Tombelaine de Daniel Lacambre
- 1992 : L'Absence de Peter Handke
- 1995 : Noir comme le souvenir de Jean-Pierre Mocky
- 1999 : Le Bleu des villes de Stéphane Brizé
- 2005 : Monsieur Étienne de Yann Chayia
- 2006 : Télumée miracle de Chantal Picault

### Télévision
- 1963 : La Case de l'oncle Tom, dans la série Le Théâtre de la jeunesse
- 1976 : Le Journal de Getuglio (mini-série)
- 1976 : Les Cinq Dernières Minutes (épisode Les Petits d'une autre planète) de Claude Loursais
- 1979 : Bolivar et le congrès de Panama
- 1981 : Le Voleur d'enfants
- 1982 : Médecins de nuit de Gérard Clément, épisode : Le Bizutage (série télévisée)
- 1984 : J'ai comme une musique dans la tête (épisode de la série Péchés originaux)
- 1991 : La Montagne de diamants
- 2002 : Madame Celat va bien
- 2006 : Lumières noires (documentaire) de Bob Swaim
- 2008 : Un siècle de Jenny (documentaire) de Laurent Champonnois et Federico Nicotra

## Théâtre
- 1965 : La Tragédie du roi Christophe d'Aimé Césaire
- 1967 : La Tribu de Jean-Hubert Sybnay, mise en scène Raymond Hermantier, Nouveau Théâtre Libre
- 1969 : L'Exception et la Règle de Bertolt Brecht
- 1975 : Rodogune de Corneille, mise en scène Henri Ronse, Petit Odéon, Théâtre Oblique
- 1980 : Kaldara d'Amadou Hampâté Bâ
- 1983 : Les Sorcières de Salem d'Arthur Miller
- 1984 : Folie ordinaire d'une fille de Cham de Julius Amédé Laou, mise en scène Daniel Mesguich, Théâtre de la Bastille avec Sylvie Laporte
- 1985 : Roméo et Juliette de William Shakespeare, mise en scène Daniel Mesguich, Théâtre de l'Athénée-Louis-Jouvet
- 1986 : Roméo et Juliette de William Shakespeare, mise en scène Daniel Mesguich, Théâtre Gérard-Philipe
- 1986 : La Fille des dieux d'Abdou Anta Ka, Festival d'Avignon
- 1986 : Imaitsoanala d'Andriamoratsiresy Volona, Festival d'Avignon
- 1987 : Blues de Staggerlee de James Baldwin
- 1988 : La Liberté des nègres
- 1989 : Brûle rivière brûle de Jean-Pol Fargeau, mise en scène Robert Gironès, Maison de la Culture de La Rochelle, Festival d'Avignon, Théâtre des Treize Vents
- 1992 : L'Arbre du désert de Ahmed Benouni
- 1993 : Œdipe à Colone de Sophocle
- 1995 : La Vieille du cinéma de B. Ibanez
- 1996 : Anges noirs de Nelson Rodriguez
- 1998 : Mémoire d'isles d'Ina Césaire, mise en scène Jean-Camille Sormain, Petit Hébertot
- 1999 : Ecchymose de Jean-René Lemoine, mise en scène de l'auteur, Odéon-Théâtre de l'Europe, Théâtre de la Tempête
- 1999 : Pluie et vent sur Télumée Miracle d'après Simone Schwarz-Bart, mise en scène Anne-Marie Lazarini, Théâtre Artistic Athévains
- 1999 : Les Plumes de l'Ange de Jean-Manuel Florenza
- 2004 : La Cerisaie d'Anton Tchekhov, mise en scène Jean-René Lemoine, MC93 Bobigny
- 2006 : Outside/La Vie matérielle de Marguerite Duras, mise en scène Anne-Marie Lazarini, Théâtre Artistic Athévains

## Discographie
- La Sérénade du muguet (1953, 2008)

## Publication
- Paris Créole Blues de Jenny Alpha avec Natalie Levisalles, Éditions du Toucan, avril 2011

## Distinctions
- Chevalier de la Légion d'honneur (1er janvier 2009)[7].
- Chevalier de l'Ordre national du Mérite (20 juin 2000)[8]
- Officier des Arts et des Lettres (9 février 2005)